# Humaitá (Paraguay)
Humaitá es un gran poblado de Paraguay, en el Departamento de Ñeembucú, asentada en un recodo del río Paraguay, sobre la margen izquierda. Es una ciudad históricamente ligada a la Guerra de la Triple Alianza, ya que en esta localidad y sus alrededores se libraron muchas batallas. Los habitantes se dedican a la ganadería, hay agricultura en menor escala y una parte importante de la población se dedica a la actividad pesquera.

## Toponimia
Su nombre deriva de las palabras guaraníes yma que significa antigüedad e itá que significa piedra. Humaitá significaría Piedra antigua.

## Historia
La antigua Fortaleza de Humaitá se construyó en la margen oriental del río Paraguay, unos 430 km al sur de Asunción, y fue mandada a fundar por la Gobernación del Paraguay en febrero de 1778 —ya había subordinado las zonas misioneras entre el Tebicuary y el Paraná— en territorios litigiosos con la Tenencia de Gobierno de Corrientes que dependía de la Gobernación de Buenos Aires —también se había quedado con la mayor parte de Misiones, además de sus dependencias como la de Santa Fe, la de Montevideo, Banda Oriental y la de Malvinas— que en su conjunto y sumados a los territorios de la Gobernación de Santa Cruz de la Sierra con los subordinados de Moxos y de Chiquitos, la de Charcas o Alto Perú y la Gobernación del Tucumán con el Corregimiento de Cuyo, habían conformado al nuevo Virreinato del Río de la Plata desde fines de 1776.
Debido a la fundación de esta fortaleza, el nuevo virrey Juan José de Vértiz y Salcedo ordenó, el 9 de noviembre de 1779, que el límite de la de Corrientes y la del Paraguay fuera el arroyo Hondo ubicado al sur de Humaitá, mediando así en la disputa por las tierras entre los ríos Tebicuary, Paraguay y Paraná, y dividiendo en dos al territorio en litigio. El Fuerte de Curupayty en el paso homónimo, alrededor de 5 km al sur de Humaitá, comenzó a construirse en el citado año cuando Corrientes se hizo cargo del área, aunque luego de la Revolución de Mayo de 1810, fuera mandado a ocupar por el gobernador realista del Paraguay, Bernardo de Velasco, llevando el límite por el sur, al río Paraná.
Una vez liberada del Reino de España en 1811, confederada con las Provincias Unidas hasta 1814, provocando su aislamiento, y por fin declarada la independencia formal como la República del Paraguay con respecto a la Confederación Argentina, el 25 de noviembre de 1842 y reconocida por esta última, el 17 de julio de 1852, Humaitá siguió el camino de esta nueva república, y ya en el contexto de la Guerra de la Triple Alianza (1864- 1870), esta fortificación controlaba el acceso por vía fluvial a la capital, constituyéndose en el más poderoso y temido complejo de defensa paraguayo. Estas fortalezas servían para contener a los malones de aborígenes guaycurúes y vigilar las naves que remontaban o descendían por el río Paraguay.
El sistema defensivo de Humaitá, continuado y engrandecido por Carlos Antonio López, estratégicamente dominaba una cerrada curva del curso del río, contituyéndose en una serie de defensas, tanto por tierra como en el margen opuesto del río. Además dos muros con casamatas pesadamente artilladas, contaban con cuarteles de tropa de oficiales, depósitos de municiones, boca de guerra, oficinas, iglesia, cementerios y pantanos en el área de circulación, protegida por kilómetros de trincheras. En el lecho del río, minas y tres grandes hileras de cadenas impedían la navegación en el trecho dominado por la fortaleza.
El cuartel general era el centro del poder militar de Francisco Solano López, este poderoso complejo defensivo, en su núcleo, estaba artillado por el lado del río con más de ochenta piezas, y al lado de la tierra por más de cien que cruzaban fuegos con el reducto en el lado opuesto del río.
Después de haber detenido el progreso de las fuerzas aliadas por casi dos años entre 1866 y 1868, Humaitá terminó siendo víctima de la insalubridad de la región, de los ataques aliados, la vanguardia de fuerzas y de la inacción paraguaya, a partir de 1867, ya que bajo la orientación del Duque de Caxias, la posición fue franqueada y aislada, al tomar las tropas brasileñas la posición paraguaya de Tajy, el 2 de noviembre del citado año, ubicada a orillas del río y al norte de Humaitá, rompiendo las comunicaciones fluviales y terrestres de la fortaleza con la capital. 
Fue finalmente atacada por las tropas del 3.er Cuerpo del Ejército Brasileño, comandado por el mariscal de campo Manuel Luis Osorio, rechazadas en ataques del 21 de marzo y del 17 de julio de 1868. Abandonado por las fuerzas paraguayas, fue ocupado por las tropas brasileñas, el 25 de julio del mismo año y a partir de allí fue utilizada como base de operaciones de campaña de los aliados.
Se conservan de dicha contienda las ruinas de la iglesia, destruida por el bombardeo aliado. El Museo Histórico de la ciudad, que fuera cuartel del mariscal López, cuenta con numerosos trofeos de dicha guerra.

## Geografía
La geografía predominante en la zona es de una sabana de terrenos bajos, de tierra blancuzca, sin ondulaciones prominentes. Debido a la cercanía del río, esto hace que las eventuales crecientes aneguen toda la zona aledaña, de ahí la importancia geopolítica que tuvo en su momento. 
Por su ubicación a orillas del río Paraguay y la proximidad del río Paraná, hay gran variedad de peces como boga, mandi’i, bagre, piraña, armado, pico de pato, dorado, surubí, pacú, carimbatá y otras especies que sirven de sustento a los pescadores.
El clima es benigno, mayormente se presenta una temperatura de clima tropical, que va desde una mínima de 0 °C en invierno, a una máxima de 40 °C en verano.

## Cultura

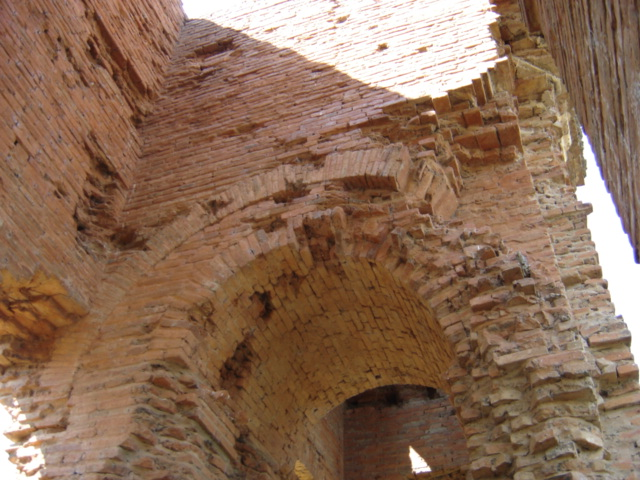
Interior de la ruina. Restos de la Iglesia San Carlos Borromeo, en Humaitá, el bastión paraguayo

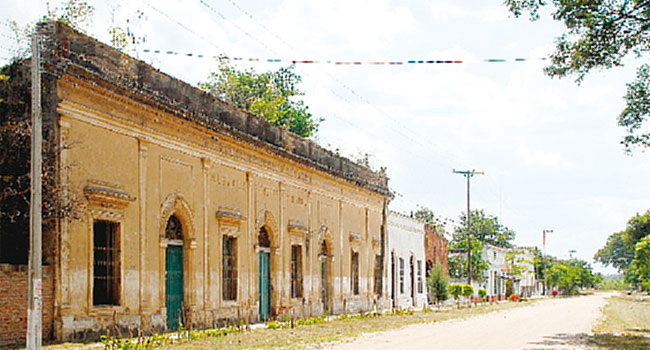
Casas antiguas en Humaitá.

Cuenta con algunos hoteles, como el Hotel Municipal, de arquitectura italianizante, construido a finales del siglo XIX, donde se hospedó el general Alfredo Stroessner durante la revolución de 1947. Entre otras actividades productivas de sus habitantes se incluye la artesanía, elaboración de cuadros en arpilleras, floreros, manoplas, artículos en esponja vegetal. Se dedican también a confeccionar alfombras y tapices rústicos, manteles y ajuares en croché.
El patrimonio histórico de la ciudad es riquísimo. Fue partícipe activa, como prácticamente ninguna ciudad, de gran parte de la guerra de la Triple Alianza, conteniendo la invasión aliada. Cuando producto del desamparo y el desgaste, cayó este bastión, la guerra estaba prácticamente concluida. La ruina de Humaitá, que es la iglesia de San Carlos Borromeo, bombardeada durante la guerra de la Triple Alianza, es el símbolo de esta comunidad.
De aquella época, solo parte de las ruinas de lo que fue la majestuosa Iglesia de San Carlos Borromeo de Humaitá quedó en pie. Las demás edificaciones y fortificaciones, en cumplimiento del Tratado Secreto de la Triple Alianza, fueron demolidas. La Iglesia de San Carlos (en honor al entonces presidente Don Carlos Antonio López) había sido diseñada por el cartógrafo, historiador, arquitecto, dibujante e ingeniero militar, Cnel. Francisco Wisner de Morgenstern, de origen austro-húngaro, y que también participó en el diseño del Palacio de los López (junto a Ravizza y Taylor), así como de muchas otras obras durante el gobierno de Don Carlos Antonio López.
- Ruina de Humaitá: es prácticamente el último vestigio en pie de los bombardeos de los cañones aliados en tiempo de la guerra. Era la iglesia de San Carlos Borromeo, mandada construir por Carlos Antonio López e inaugurada el 1 de enero de 1861. En su momento, fue considerada como una de las más hermosas de América.[cita requerida]

- Museo del Ex cuartel de López: cuenta con 3 salas donde se exponen las reliquias halladas en los campos de batalla; balas de fusil, cañón, estribos, espuelas, espadas y otros enseres.